# Katedra w Ferrarze
Katedra w Ferrarze (wł. Basilica Cattedrale di San Giorgio Martire) – największy kościół w Ferrarze (Emilia-Romania, Włochy) poświęcony św. Jerzemu męczennikowi w roku 1135. Ołtarz główny konsekrowano w roku 1177. Katedra zlokalizowana jest w centrum miasta, niedaleko od zamku Estense.
Nie należy mylić obecnej katedry z dawną katedrą pod takim samym wezwaniem, wciąż istniejącą po drugiej stronie Padu.

## Architektura
Pozostałości pierwotnej romańskiej katedry widoczne są w dolnych partiach fasady zachodniej. Wyższe części przebudowano w późniejszym czasie w stylu gotyckim. Wykonana z białego marmuru fasada zwieńczona jest trzema osobnymi szczytami i ozdobiona została rzędami loggii i arkad.
Portal główny jest dziełem rzeźbiarza Mikołaja z Ferrary (wł. Niccolò da Ferrara) i wykonany został w 1135 roku. Tympanon, sygnowany jest imieniem Mistrza Mikołaja oraz datą 1135, zawiera przedstawienie walki św. Jerzego ze smokiem. Nadproże portalu ozdobione zostało ośmioma scenami z cyklu Inkarnacji i Epifanii Chrystusa, zamkniętymi w półkolistych arkadach. Ornamentalne ościeża zdobią figuralne przedstawienia proroków i archaniołów. Staranność wykonania, precyzja kompozycji i cyzelatorska staranność Mistrza Mikołaja, przypominająca prace w metalu, zdradzają wpływy sztuki bizantyńskiej.
Romański portal poprzedza protiro wsparte na parze kolumn osadzonych na pełnoplastycznych figurach lwów. Powyżej znajduje się gotycka loggia ozdobiona reliefami ze scenami Sądu Ostatecznego.
Po prawej stronie fasady znajduje się posąg miejscowego arystokraty Alberta d’Este, natomiast lewą stronę zdobi popiersie papieża Klemensa VIII.
Z południowej strony katedry dobudowano w latach 1451–1493 renesansową kampanilę, która do dziś pozostaje niedokończona. Jej projekt przypisuje się Leonowi Battiście Albertiemu.
Trójnawowe wnętrze katedry wykonano w stylu barokowym w XVII wieku, po zniszczeniu przez pożar poprzedniego wystroju.

## Galeria

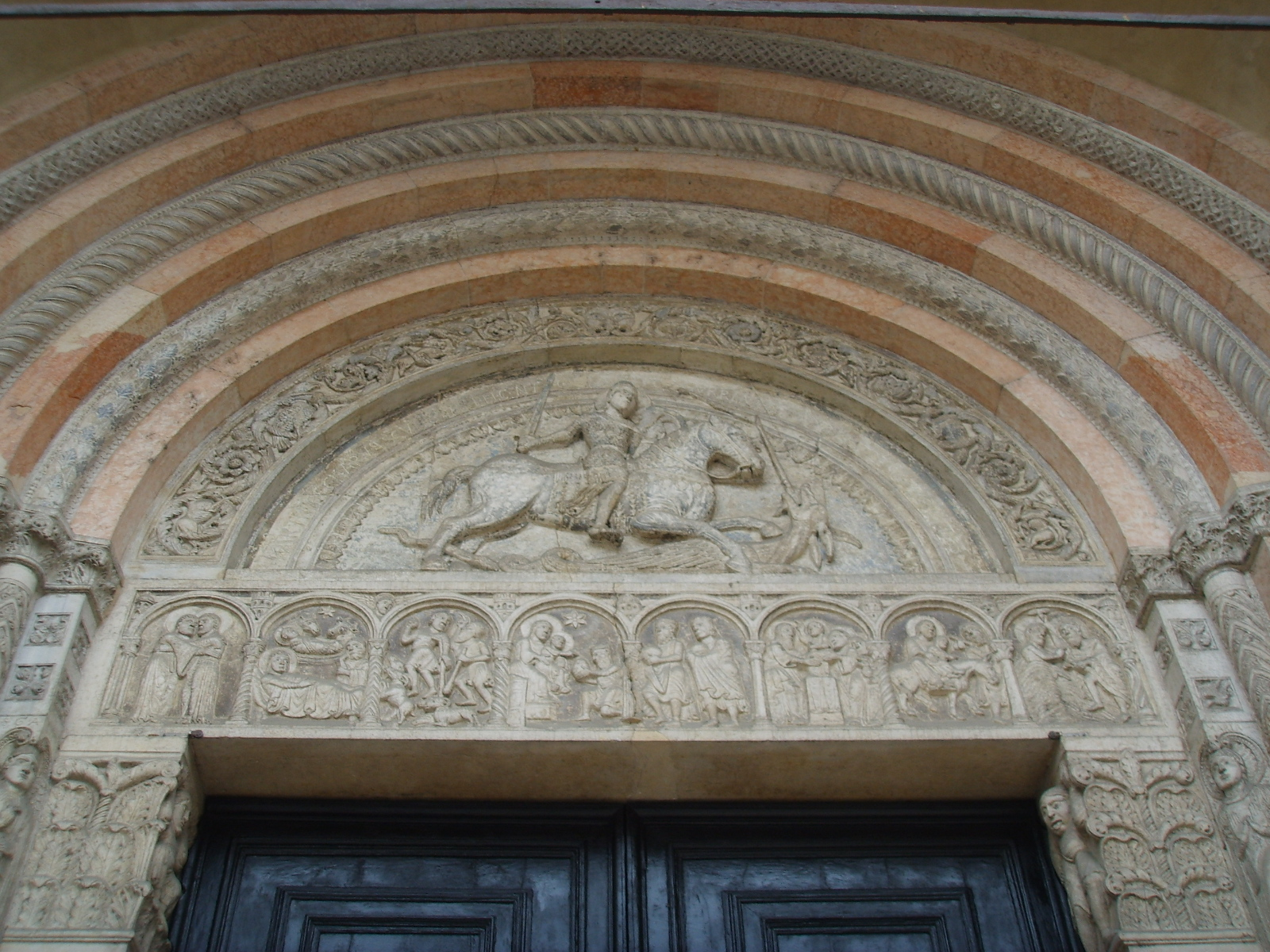
Tympanon portalu romańskiego
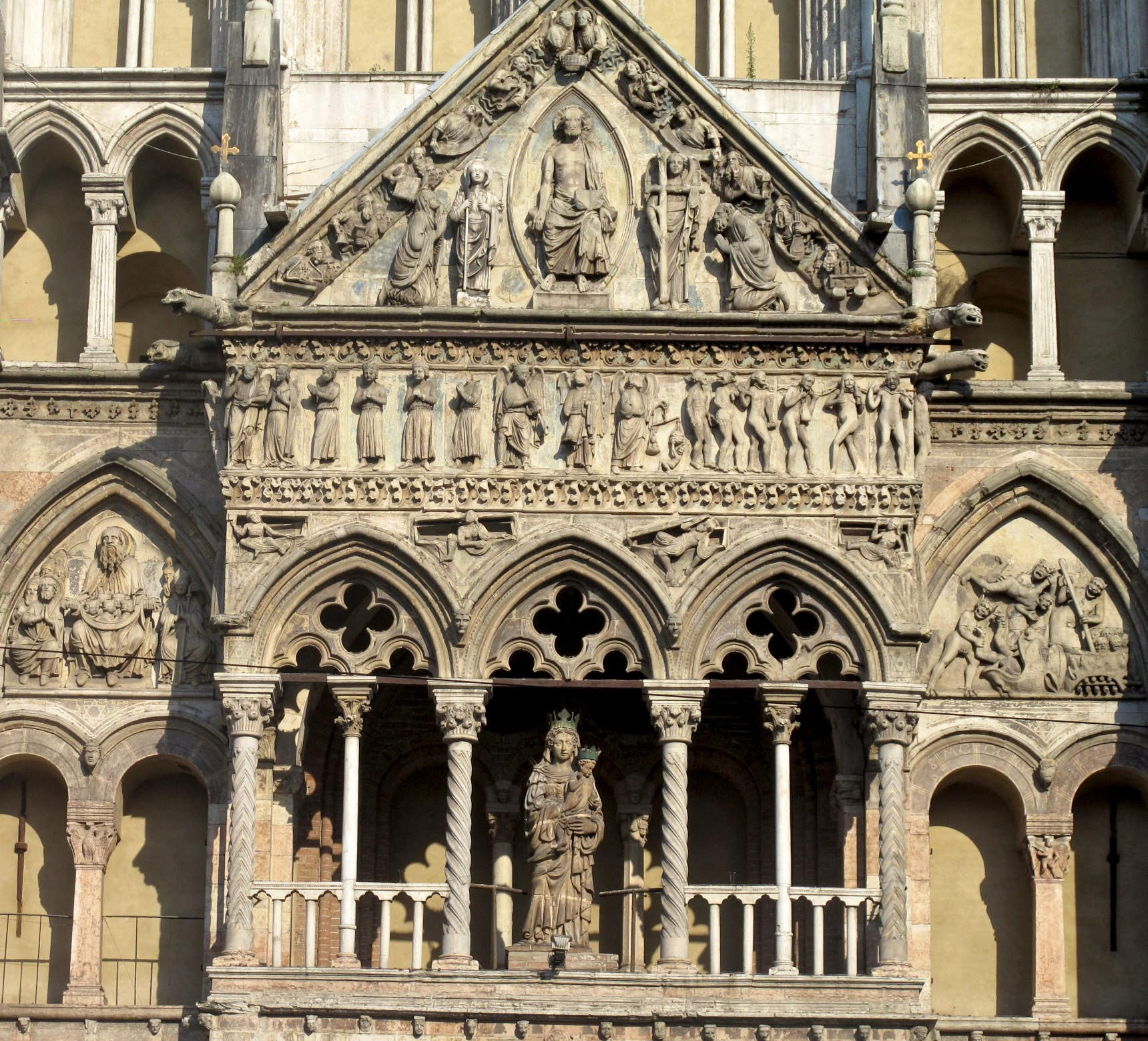
Loggia gotycka
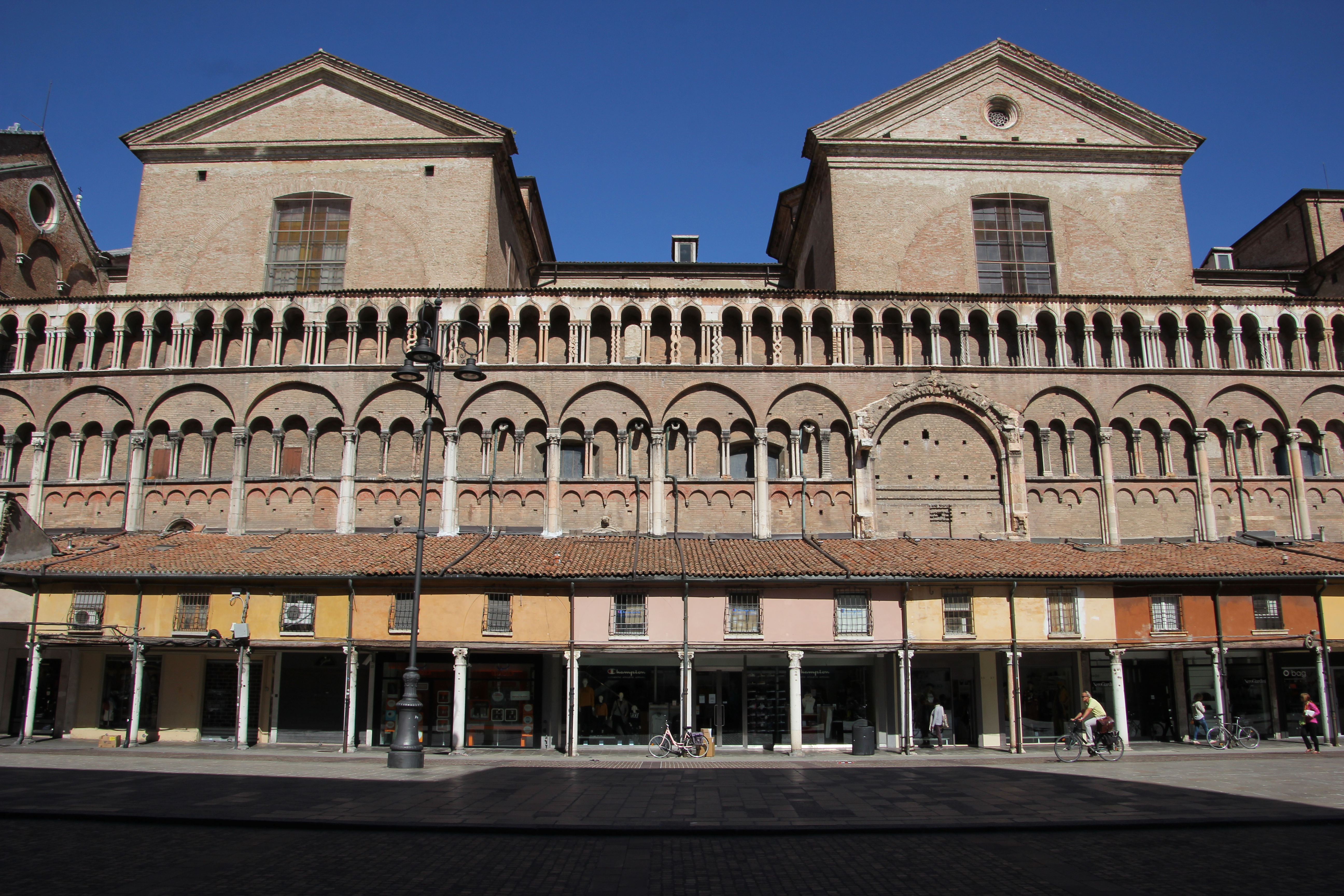
Strona południowa, galerie z łukami półkolistymi pełnymi i ostrołukami
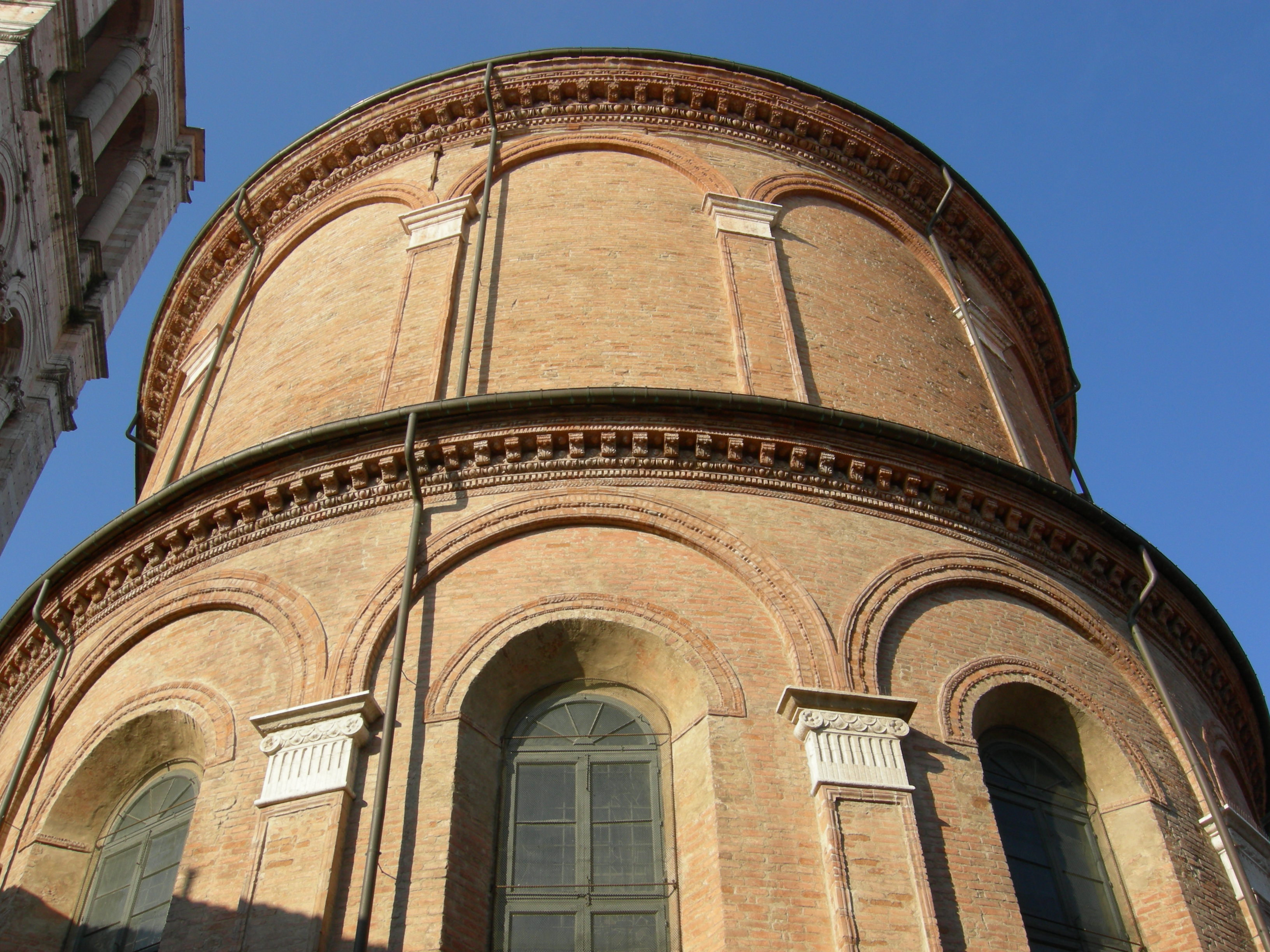
Zewnętrzna elewacja chóru wschodniego